# Encore une fois (film, 1947)
Pour les articles homonymes, voir Encore une fois.
Pour plus de détails, voir Fiche technique et Distribution.
Encore une fois (今ひとたびの, Ima hitotabi no) est un film dramatique japonais réalisé par Heinosuke Gosho et sorti en 1947. Le scénario du film est basé sur un roman de Jun Takami.

## Synopsis
Tetsuya Nogami, ses études achevées, décline l'offre qui lui est faite d'obtenir un poste prestigieux à l'université de Tokyo pour exercer comme médecin dans un centre d'aide sociale. Parmi ses camarades de classe, seuls ses amis Tanaka et Kambara comprennent son choix et partagent ses convictions politiques. Alors qu'il assiste à une représentation d’Hamlet, il tombe amoureux d'Akiko qui interprète Ophélie.
Mais l'idylle entre les deux jeunes gens est brisée lorsque Tetsuya Nogami est arrêté pour son engagement politique et emprisonné.

## Fiche technique
- Titre : Encore une fois[1],[2]
- Titre original : 今ひとたびの (Ima hitotabi no?)
- Réalisation : Heinosuke Gosho
- Scénario : Keinosuke Uekusa d'après un roman de Jun Takami
- Photographie : Mitsuo Miura
- Monteur : Yoshiki Nagasawa
- Direction artistique : Takashi Matsuyama
- Musique : Ryōichi Hattori
- Direction artistique : Takashi Matsuyama
- Sociétés de production : Tōhō
- Pays d'origine :  Japon
- Langue originale : japonais
- Format : noir et blanc - 1,37:1 - son mono
- Genre : drame
- Durée : 122 minutes (métrage : 12 bobines - 3 225 m[3])
- Date de sortie :
  - Japon : 8 avril 1947[3]

## Distribution
- Mieko Takamine : Akiko Tsuzuki
- Ichirō Ryūzaki (ja) : Tetsuya Nogami
- Haruo Tanaka : Masahiko Sakon
- Hyō Kitazawa : Kikuo Kanbara
- Kōji Kawamura : Kōzō Tanaka
- Masao Shimizu : détective
- Sayuri Tanima : Toshiko Nawa
- Atsuko Ichinomiya : Michiko
- Chieko Nakakita : l'infirmière Kimura
- Yaeko Izumo : Kiyo Murakami
- Akitake Kōno : Tanaka

## Récompenses
- 1948 : Prix du film Mainichi :
  - meilleur film : Heinosuke Gosho[4]
  - meilleure photographie : Mitsuo Miura[4]
  - meilleurs décors : Takashi Matsuyama[4]